# Арбузовка (Базарно-Карабулакский район)
Арбу́зовка — село в Базарно-Карабулакском районе Саратовской области. Входит в состав Липовского муниципального образования.

## География
Село находится на расстоянии примерно 16 км (по прямой) к северо-западу от посёлка городского типа Базарный Карабулак, административного центра района.

### Часовой пояс
Село Арбузовка, как и вся Саратовская область, находится в часовой зоне МСК+1. Смещение применяемого времени относительно UTC составляет +4:00.

## История
Основано в 1743 году. До 2018 года село входило в состав Тепляковского муниципального образования.

## Население
| 2010 |
| ---- |
| 81   |

### Национальный состав
Согласно результатам переписи 2002 года, в национальной структуре населения русские составляли 82 % из 126 чел.